# Дембнялкі (гміна Блізанув)
Дембнялкі (пол. Dębniałki) — село в Польщі, у гміні Блізанув Каліського повіту Великопольського воєводства.
Населення — 172 особи (2011).
У 1975-1998 роках село належало до Каліського воєводства.

## Демографія
Демографічна структура станом на 31 березня 2011 року:
|          | Загалом | Допрацездатний вік | Працездатний вік | Постпрацездатний вік |
| -------- | ------- | ------------------ | ---------------- | -------------------- |
| Чоловіки | 83      | 19                 | 55               | 9                    |
| Жінки    | 89      | 25                 | 50               | 14                   |
| Разом    | 172     | 44                 | 105              | 23                   |